# Нойвайлер
Нойвайлер (нім. Neuweiler) — громада в Німеччині, знаходиться в землі Баден-Вюртемберг. Підпорядковується адміністративному округу Карлсруе. Входить до складу району Кальв.
Площа — 51,30 км2. Населення становить 3174 ос. (станом на 31 грудня 2020).